# Reduncini
Reduncini é uma tribo de bovídeos da subfamília Antilopinae, que se divide em 3 gêneros e inclui os cobos, o riboque e os changos, espécies de antílope especialmente adaptadas à vida em regiões pantanosas e outras áreas onde a água é abundante.

## Classificação
A tribo Reduncini é dividida em 3 gêneros e 9 espécies, de acordo com a taxonomia mais atual.
- Gênero Kobus
  - Kobus ellipsiprymnus — Cobo-de-meia-lua
  - Kobus kob — Cobo-de-laia
  - Kobus leche — Cobo-de-leche
  - Kobus megaceros —  Cobo-do-nilo
  - Kobus vardonii — Pucu
- Gênero Pelea
  - Pelea capreolus — Riboque
- Gênero Redunca
  - Redunca arundinum — Chango-de-moçambique
  - Redunca fulvorufula — Chango-da-montanha
  - Redunca redunca — Chango-de-angola

Anteriormente, Reduncini foi considerada uma tribo da subfamília Reduncinae, e continha os gêneros Kobus e Redunca, enquanto o gênero Pelea formava a tribo Peleini.